# 侨龙应急
福建侨龙应急装备股份有限公司，簡稱侨龙应急，是一家中國公司，業務主要包括排水裝備的研發、制造等。其中以「龍吸水」機械人較知名。侨龙应急亦有涉足其他救援業務，如矿山救援、坍塌建築物清理等。

## 龍吸水機械人
「龍吸水」是一部排水用機械人，機身內置有水泵、發動機、控制系統等，可無線遙控操作，底部設有履帶以便移動及上落樓梯、30度的斜坡等，以便應付位於馬路、地下停車場等複雜地形的積水。它的每小時排水能力可達800立方米，等於三分之一個標準游泳池，並可連續工作八小時。每部售價約一百萬港元。
香港渠務署現共有3部龍吸水機械人。